# فرماندهی آینده نیروی زمینی ایالات متحده
فرماندهی آینده نیروی زمینی ایالات متحده (انگلیسی: United States Army Futures Command) یک فرماندهی در نیروی زمینی ایالات متحده آمریکا است که پروژه‌های نوسازی این نیرو را طراحی و اجرا می‌کند. ستاد مرکزی این سازمان در شهر آستین، تگزاس قرار دارد.
فرماندهی آینده در ۱ ژوئیه ۲۰۱۸ با همکاری فرماندهی نیروهای ارتش ایالات متحده، فرماندهی تجهیزات نیروی زمینی ایالات متحده آمریکا و فرماندهی آموزش و دکترین نیروی زمینی آمریکا تأسیس شد. در حالی که سایر فرماندهی‌های نیروی زمینی آمریکا بر آمادگی برای جنگیدن تمرکز دارند، فرماندهی آینده قصد دارد آمادگی آینده را برای رقابت با همتایان نزدیک بهبود بخشد. فرمانده این سازمان به‌عنوان مدیر ارشد سرمایه‌گذاری نوسازی نیروی زمینی فعالیت می‌کند. این فرماندهی توسط فرماندهی نوآوری ذخیره نیروی زمینی ایالات متحده (لشکر ۷۵ پیاده) پشتیبانی می‌شود.